# Mauerpark

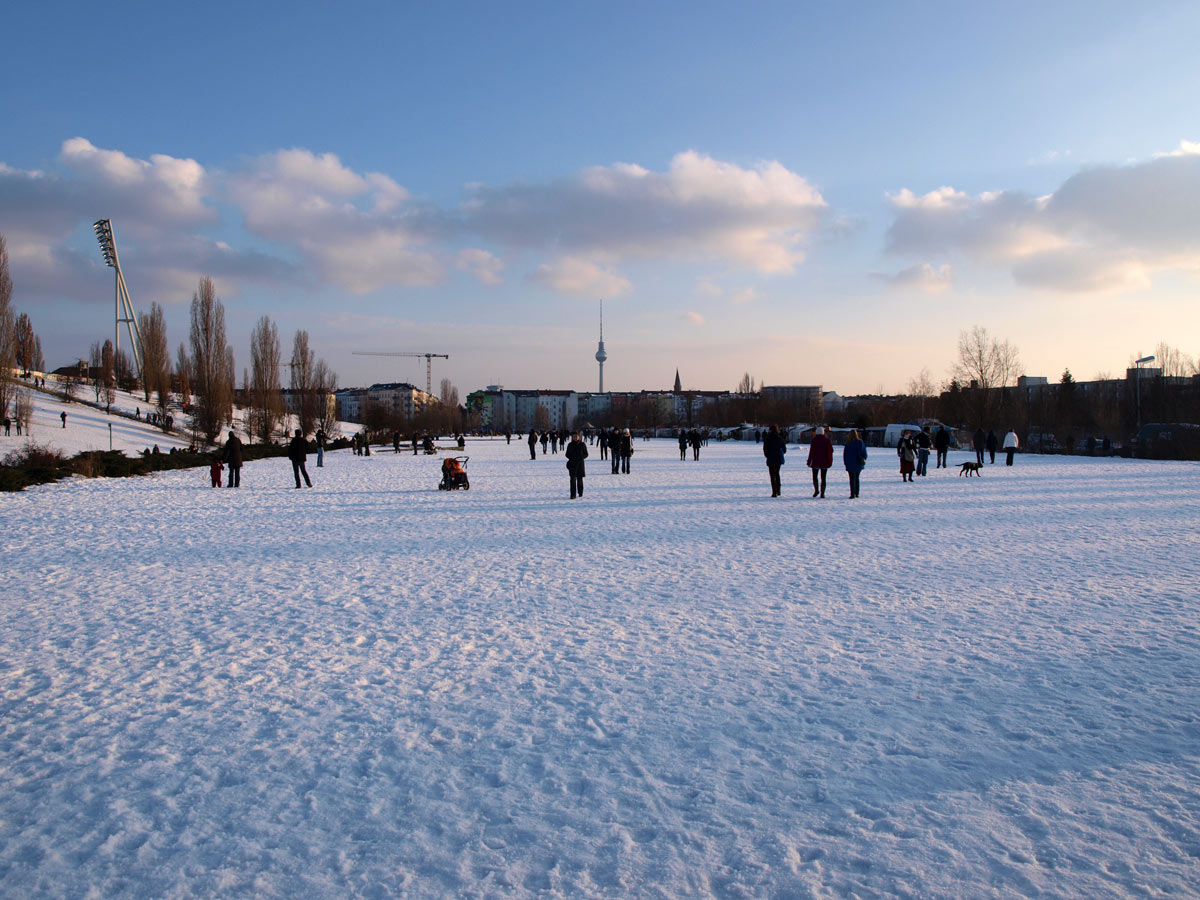
Mauerpark en el invierno de 2010

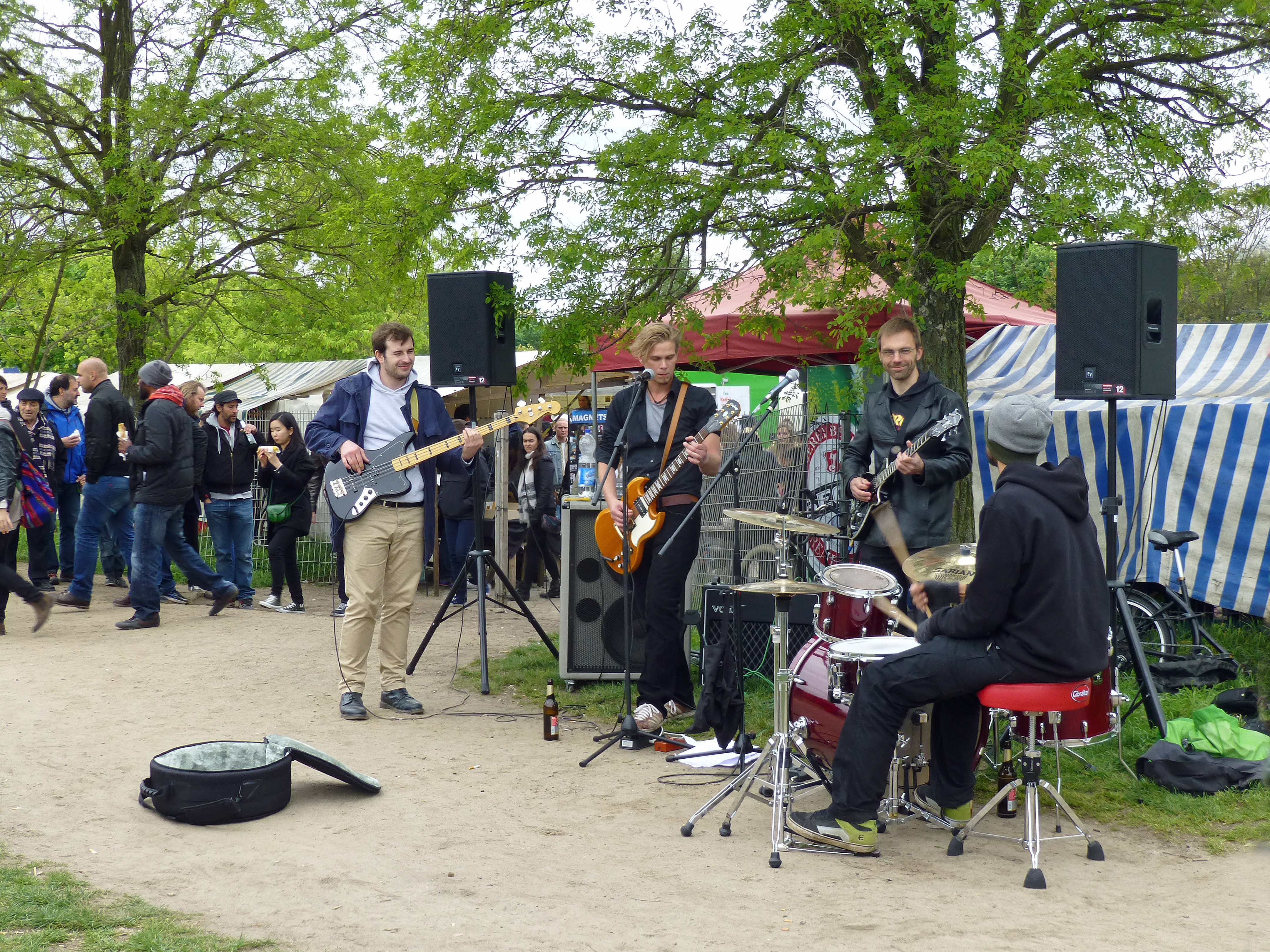
Conciertos improvisados se ven por todo el parque

Mauerpark es un parque público en el distrito de Berlín Prenzlauer Berg. El nombre puede traducirse como "Parque del Muro", haciendo referencia a que el Muro de Berlín pasaba por allí. El parque está localizado en la frontera entre el distrito de Prenzlauer Berg y Gesundbrunnen del antiguo Berlín occidental.

## Viejo Nordbahnhof
En los siglos XIX y XX, el lugar donde se sitúa Mauerpark, era la ubicación del viejo Nordbahnhof ("Estación de Ferrocarril del norte"), la línea sur del Ferrocarril Prusiano del Norte, abierto en 1877-78, que conectó Berlín con la ciudad de Stralsund y el mar Báltico. Poco después de que perdiese su función como estación de ferrocarril debido a la cercana estación Stettiner Bahnhof, se utilizó como patio de carga. En 1950, el Stettiner Bahnhof tomó el nombre de Nordbahnhof debido a su función en el sistema de transporte público de Berlín, y el Viejo Nordbahnhof cambió su nombre a Güterbahnhof Eberswalder Straße. Fue finalmente cerrado después de la construcción del Muro de Berlín en 1961.
A vista de pájaro, uno todavía puede ver los restos del ferrocarril que van hacia la antigua estación desde el Ringbahn.

## Berlín dividido
En 1946, a través de la división de Berlín en cuatro zonas de ocupación, los terrenos del Viejo Nordbahnhof se dividieron entre los sectores franceses y soviéticos. Después de la construcción del Muro de Berlín, quedó rodeado de muro. Aquí se encontraba una de las plataformas desde las que los residentes de Berlín occidental podrían ver sobre el muro la parte de Berlín oriental. La parte occidental restante de la estación se convirtió en un área comercial.
Un aspecto interesante que fue un problema para los guardias alemanes del este era el hecho que la parte interior del muro estuvo localizada en un montículo de las antiguas vías de ferrocarril más alto que el área adyacente en el del oeste. Todavía en 1988, las autoridades de Berlín oriental alcanzaron un acuerdo con la parte oeste para adquirir un terreno en el fondo del cerro para instalar una frontera más eficaz.
Después de la caída del Muro de Berlín en 1989, estos terrenos fueron designados como espacio público y como uno de los espacios verdes de la ciudad para los ciudadanos. Con una contribución de 4,5 millones de marcos del fondo medioambiental Allianz, se construyó el parque en la mitad oriental de la antigua estación de tren.  Aun así, la mitad occidental, que todavía pertenece a la asociación de inmueble Bundeseisenbahnvermögen, se mantuvo como una área comercial. Desde 2004, se instala un mercadillo justo al lado del parque. Otros intentos de unir la parque occidental con el parque han fracasado.
Hoy el parque es uno de los sitios más populares para residentes jóvenes de Berlín, especialmente del distrito de moda Prenzlauer Berg, y atrae a jugadores de baloncesto, malabaristas, músicos, y otros muchos tipos de personas.  Es un lugar de ocio muy concurrido y un lugar improvisado en la vida nocturna de la ciudad, especialmente en verano, y también se ha vuelto un lugar notorio durante las manifestaciones de la Noche de Walpurgis en años recientes. Hay dos estadios junto al parque, Friedrich Ludwig Jahn Sportpark y Max Schmeling Halle, sede de muchos de los equipos de deportes locales de Berlín.
Unos 800 metros del Muro de Berlín se mantiene en el parque hoy como monumento, y es un sitio popular para graffiteros que pintan y muestran su trabajo.
El parque ha sido expandido en varias fases desde su creación; la ampliación sigue en marcha para llevarlo a un total de 15 hectáreas (37,1 acre), que se espera se termine en 2019.

## Cultura

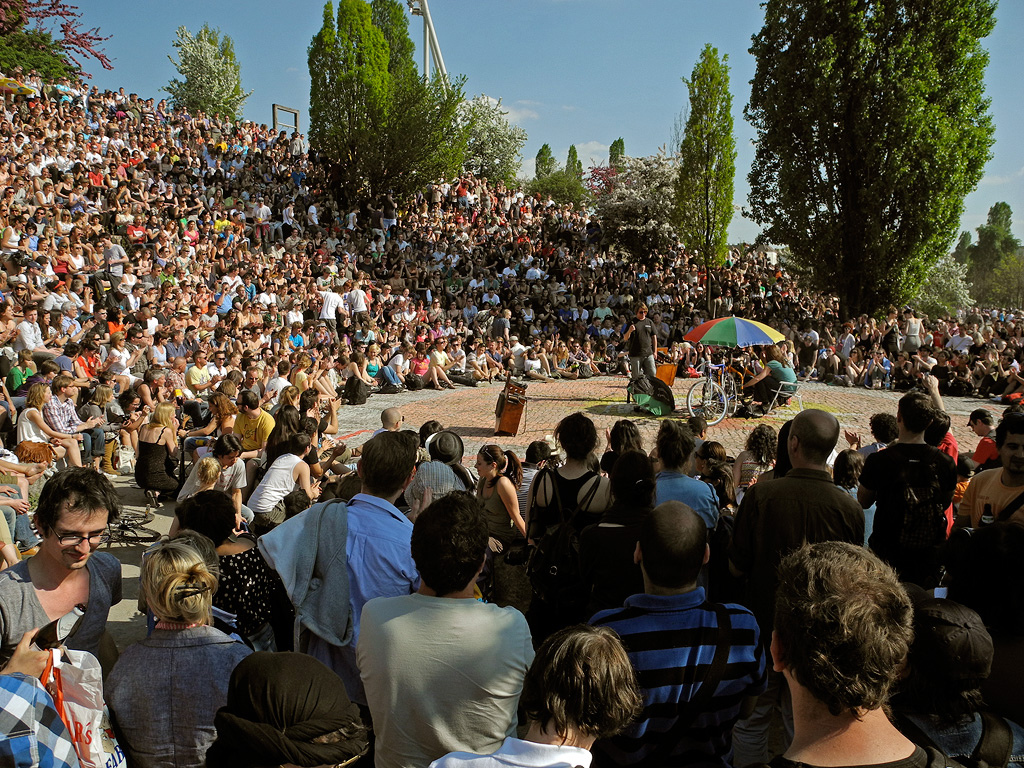
Karaoke en el parque que se celebra los domingos

### Bearpit Karaoke Show
En la ladera de la colina que lleva a la pista de baloncesto del parque se encuentra un pequeño anfiteatro. A finales de febrero de 2009, se llevó a cabo por primera vez un karaoke informal, en el que se eligen a los participantes que deseen salir entre el público. Siempre que el clima lo permite, el "Bearpit Karaoke Show" en el anfiteatro ha continuado cada año desde entonces para ser un espectáculo regular en el parque los domingos por la tarde, atrayendo cada vez a más gente y llevándose a cabo desde la primavera hasta finales de otoño.
Rápidamente se convirtió en una institución de Berlín, cada tarde del domingo miles de personas se presentan. Si a la multitud le encantas,  cantarán y te aclamarán y te sentirás como una estrella; si piensan que eres no eres digno, prepárate a ser abucheado, aunque esto no suele pasar, ya que la gente va buscando diversión.

### Mercadillo

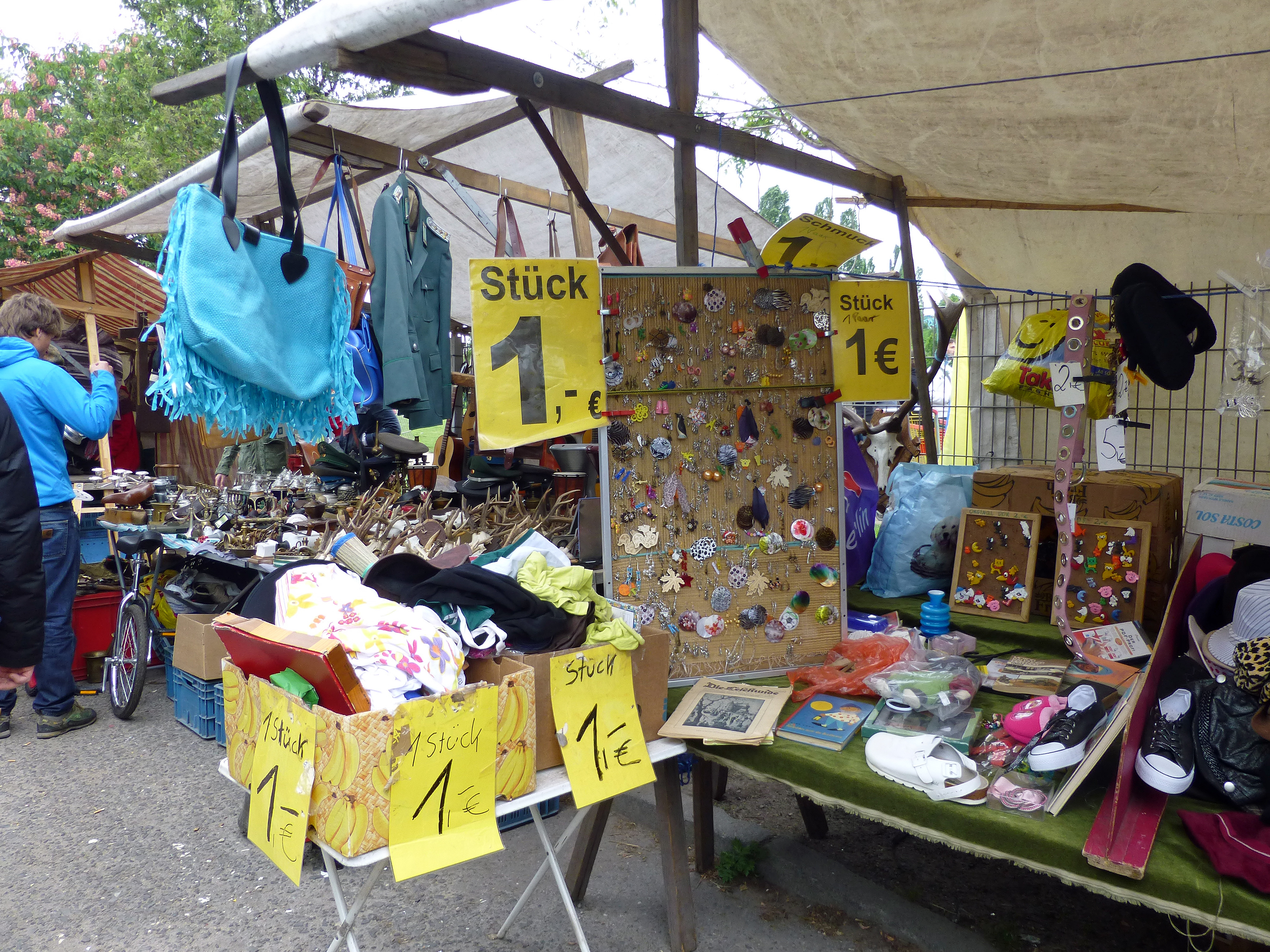
Típico tenderete del mercadillo

Abierto cada domingo desde 2004, Flohmarkt am Mauerpark (en español Mercadillo de Mauerpark) es popular tanto en residentes como y en turistas por igual. Aunque cada vez son más los turistas que conocen esta zona. El mercadillo ofrece una colección de objetos y moda vintage, discos de vinilo, CDs, antigüedades, bicicletas y otras curiosidades.